# Zugló
Zugló, o distretto XIV (in ungherese XIV. kerülete), è un distretto di Budapest, la capitale dell'Ungheria.
Copre un'area di 18,15 km² con circa 130 000 abitanti. È raggiungibile, tra l'altro, per mezzo della Metropolitana di Budapest, linea M1 (Földalatti, ovvero: Sotterranea).